# Michael Foedrowitz

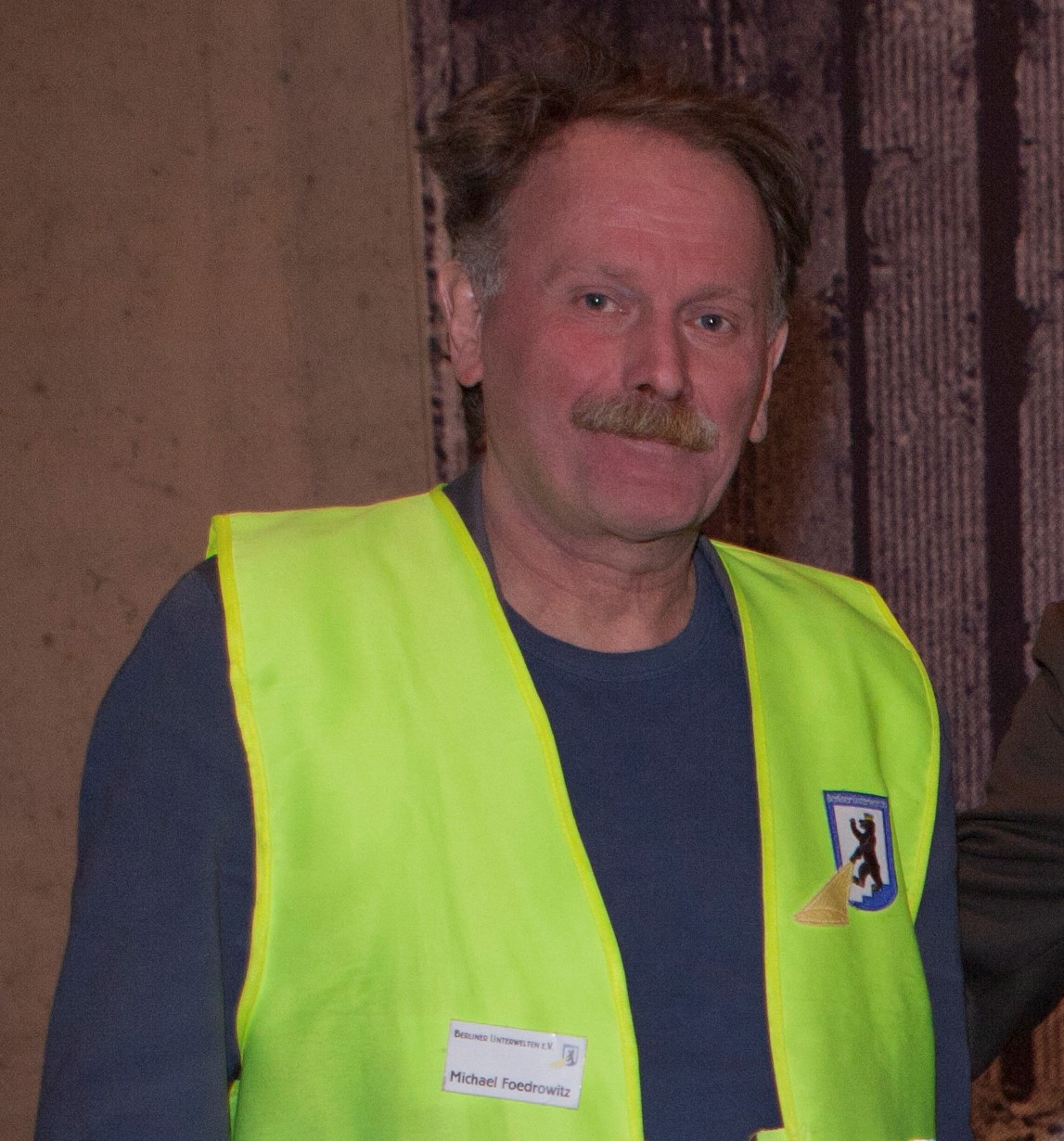
Michael Foedrowitz (2015)

Michael Foedrowitz (* 1953 in Hannover) ist ein deutscher Historiker für Zeitgeschichte, Journalist und wissenschaftlicher Publizist.

## Leben
Michael Foedrowitz wurde wenige Jahre nach dem Ende des Zweiten Weltkrieges 1953 im hannoverschen Stadtteil Zoo geboren. Nach seinem Schulabschluss studierte er von 1975 bis 1985 mittel- und osteuropäische Zeitgeschichte und Germanistik an der Universität Hannover. In dieser Zeit hielt er sich in den Jahren 1976 und 1977 auch in Spanien, Algerien und Holland auf und begleitete während seines Studiums als Fotograf verschiedene Rock-Bands auf zahlreichen Tourneen.
Von 1988 bis 1989 studierte Foedrowitz im Rahmen eines Auslandsstipendiums zudem in Warschau und London. Anschließend wirkte er als freiberuflicher Mitarbeiter an zahlreichen Film- und Fernsehdokumentationen mit, darunter für die British Broadcasting Corporation (BBC) sowie das polnische Fernsehen. Zudem hielt er zahlreiche Vorträge an Universitäten in England und Polen.
Seit 1994 erforscht Foedrowitz Bunker in Norddeutschland und publizierte darüber mehrere Veröffentlichungen beispielsweise im Berliner Christoph Links Verlag.

## Schriften (Auswahl)
- Die Stalinorgel. Sowjetische Mehrfachraketenwerfer (= Das Waffen-Arsenal / Sonderband, S. 30), Friedberg/H. (Dorheim): Podzun-Pallas, 1993, ISBN 978-3-7909-0480-2 und ISBN 3-7909-0480-5
  - Les orgues de Staline (= Arsenal, 5), Erpe: Edition De Krijger, 2003, ISBN 90-5868-083-5
- Feuerwehrfahrzeuge im Einsatz 1939–1945. Feuersturm und Wassergasse, Wölfersheim-Berstadt: Podzun-Pallas, 1994, ISBN 978-3-7909-0517-5 und ISBN 3-7909-0517-8
  - German firefighting vehicles in World War II, Atglen, PA: Schiffer, 1997, ISBN 0-7643-0191-8
- Die sowjetische Feldartillerie und ihre Einsätze in der Wehrmacht (= Das Waffen-Arsenal, Bd. 156), Wölfersheim-Berstadt: Podzun-Pallas, circa 1995, ISBN 978-3-7909-0540-3 und ISBN 3-7909-0540-2
- Die Flaktürme in Berlin, Hamburg und Wien. 1940–1950 (= Das Waffen-Arsenal / Sonderband, S. 44), Wölfersheim-Berstadt: Podzun-Pallas, circa 1996, ISBN 978-3-7909-0575-5
  - The flak towers in Berlin, Hamburg and Vienna, 1940–1950, Atglen, PA: Schiffer, 1998, ISBN 0-7643-0398-8
- Luftschutztürme und ihre Bauarten. 1934–1945, Wölfersheim-Berstadt: Podzun-Pallas, 1998, ISBN 978-3-7909-0656-1 und ISBN 3-7909-0656-5
- Die Luftschutztürme der Bauart Winkel in Deutschland 1936 bis heute (= Das Waffen-Arsenal, Bd. 175), Wölfersheim-Berstadt: Podzun-Pallas, 1998, ISBN 978-3-7909-0632-5 und ISBN 3-7909-0632-8
- Bunkerwelten. Luftschutzanlagen in Norddeutschland, 1. Auflage, Berlin: Links, 1998, ISBN 978-3-86153-155-5 und ISBN 3-86153-155-0; Inhaltsverzeichnis
- Deutsche Nebelwerfer an der Ostfront 1941–1945 (= Das Waffen-Arsenal / Special, Bd. 25), Wölfersheim-Berstadt: Podzun-Pallas, 1999, ISBN 978-3-7909-0670-7 und ISBN 3-7909-0670-0
- Einmannbunker. Splitterschutzbauten und Brandwachenstände, 1. Auflage, Stuttgart: MotorbuchVerlag, 2007, ISBN 978-3-613-02748-0 und ISBN 3-613-02748-8; Inhaltsverzeichnis
- Bunker der deutschen Schnell- und Räumbootbasen an der Kanalküste im Zweiten Weltkrieg. Eine historische Betrachtung zu den Großbauten der deutschen Kriegsmarine, 2. Auflage, Valkenburg a/d Geul: Silvertant Erfgoedprojecten, 2014, ISBN 978-90-817853-8-9; Inhaltsverzeichnis
- Benzin Bomben Bunker. Die Luftschutzbauten der deutschen Chemie- und Treibstoffindustrie im 2. Weltkrieg, Gulpen: Verlag Silvertant Erfgoedprojecten, 2014, ISBN 978-90-817853-1-0 und ISBN 90-817853-1-1; Inhaltsverzeichnis